# Avia S-199
Avia S-199 — одномоторный поршневой истребитель, стоявший на вооружении ВВС Чехословакии и Израиля после Второй мировой войны. Стал первым истребителем, принятым на вооружение израильских военно-воздушных сил.
Являлся послевоенной модификацией «Мессершмитта» Bf.109, разработанной в Чехословакии. Производился компанией Avia.
Использовался в качестве истребителя, истребителя-бомбардировщика, разведчика.
Чехословацкие пилоты прозвали Avia S-199 «Мулом» (чеш. Mezek). В Израиле самолёт официально стал известен как «Нож» (Sakin) (ивр. סכין‎). Самолет также называли «Мессершмиттом» или «Мессером», что также означало «нож» на немецком и на идише.

## История
На завершающей стадии Второй мировой войны на заводе фирмы «Avia» в Праге (Чаковице) для нужд Люфтваффе была налажена сборка истребителей Messerschmitt Bf.109 G-6 и Bf.109 G-14, а также двухместных учебно-тренировочных Bf.109G-12 из компонентов, поставляемых германскими заводами.
Оставшийся после войны большой задел запчастей не включал главного — двигателей. Основной причиной стал мощный взрыв, в результате которого погибло 27 человек, произошедший в Красне-Бржезно 31 июля 1945 года. Взрывами были уничтожены склады боеприпасов, на которых хранились практически все имевшиеся в Чехословакии моторы «Daimler-Benz DB 605». 
В итоге было принято решение оснастить самолёт двигателем «Junkers Jumo 211» серии F которых в Чехословакии осталось довольно много. Однако он не очень подходил для установки на истребители, поскольку первоначально предназначался только для бомбардировщиков. Они были менее мощные и более тяжёлые, чем «родные» моторы. Кроме того, на них не предусматривалась и установка синхронизаторов. Пришлось провести очень большой объём работ по доработке планера и по созданию нового воздушного винта.
Первый Avia S-199 взлетел 25 апреля 1947 года с аэродрома Прага-Катовице. Самолёт пилотировал Петр Широки.
Вскоре началось серийное производство самолёта.
От оригинального «Мессершмитта» машина отличалась капотом двигателя, воздушным винтом, коком и многими другими агрегатами. Изменился и состав вооружения — на S-199 стояли два 13-мм синхронных пулемёта MG 131, а в крыле могли монтироваться ещё два 7,92-мм пулемёта или под ним в специальных гондолах — две 20-мм пушки MG 151.
Чехословацкий самолёт по всем статьям проигрывал своему немецкому оригиналу. Максимальная скорость S-199 упала с 630 км/ч до 590 (на высоте 6000 метров), потолок — с 11 000 метров до 9000. Изменилась центровка самолёта, а это значительно усложнило пилотирование, особенно — на взлёте и посадке.
Как оказалось впоследствии, S-199 имели ещё один серьёзный дефект — размещенные под капотом двигателя пулемёты не всегда синхронизировались с винтом, что приводило к катастрофам.
Всего заводы «Авиа» и «Аэро» выпустили 450 одноместных S-199 и 82 двухместных CS-199 (из них 24 переоборудованы из одноместных истребителей).

## Боевое применение
25 самолётов S.199 в 1948 году закупил (и тайно переправил) Израиль. Причём первая потеря такого израильского истребителя произошла косвенно от «дружественного огня» ещё во время доставки. 23 мая 1948 года израильский транспортный самолёт C-46 Commando, перевозящий один S.199 и груз бомб в Израиль, при посадке на авиабазу Экрон был обстрелян с земли собственными солдатами. Пытаясь уйти подальше от аэродрома через густой туман C-46 врезался в гору, в результате крушения был уничтожен C-46 вместе со всем грузом, погиб штурман.
Первый воздушный бой израильский истребитель «Мессершмитт» S.199 провёл 29 мая 1948 года, ничего не добившись. Вдобавок, один израильский «Мессершмитт» из состава четвёрки был сбит в районе Ашдода египетским огнём с земли, а его пилот Эдвард Кохен погиб.
На следующий день, 30 мая, в районе Нетании во время попытки удара пары «Мессершмиттов» по колонне иракских войск был поражён ещё один израильский истребитель. Израильский пилот Рубенфилд выпрыгнул с парашютом с подбитого иракским огнём «Мессершмитта».
3 июня 1948 года, во время бомбардировки Тель-Авива парой египетских C-47, они были перехвачены одиночным израильским истребителем Avia S-199. Израильский пилот Мордехай Алон обстрелял египетские самолёты из пушек, однако сбить ему никого не удалось. Первый повреждённый египетский C-47 сел на пляж возле Ишдуда, египтяне сумели очень быстро отремонтировать его и вернулись в Египет. Второй полностью целый C-47 вернулся на авиабазу Альмаза возле Каира. Израильский пилот Мордехай Алон при возвращении утверждал тем не менее о сбитии обоих египетских самолётов. Его недостоверные заявления, как бы то ни было, стали считаться двумя первыми воздушными победами в истории ВВС Израиля.
10 июня 1948 года произошёл воздушный бой израильских Avia S-199 и истребителей AT-6 «Харвард» ВВС Сирии. В результате воздушного боя был сбит израильский истребитель, пилот Лионель Блох погиб.
9 июля 1948 года Avia S-199 был потерян в воздушном бою с самолётом наблюдения Lysander 3-й эскадрильи ВВС Египта. Победу одержал египетский пилот М. Микати с помощью воздушного манёвра.
18 июля 1948 года пилотам израильских Avia S-199 удалось одержать подтверждённую воздушную победу. В этот день произошёл воздушный бой с парой египетских «Спитфайров». В результате боя был сбит один египетский «Спитфайр». Его пилотом был командир авиакрыла Саид аль-Джанзури, который погиб в том бою.
23 сентября 1948 года израильский истребитель S.199 над территорией Иордании перехватил иорданский пассажирский самолёт D.H.89 Dragon Rapide, совершавший рейс Бейрут-Амман. Израильский пилот Гидеон Лихтманн пушечным огнём «Мессершмитта» сбил пассажирский самолёт. При крушении авиалайнера погибло трое из шести человек находившихся на борту, в том числе британские журналисты Джон Никсон и Дэвид Вудфорд.
15 октября 1948 года Израиль начал операцию «Йоав», которую активно поддерживали истребители Avia S-199. 16 октября израильские «Мессершмитты» попытались атаковать египетский город Эль-Ариш. В ходе налёта они были перехвачены истребителями «Спитфайр» ВВС Египта. В результате воздушного боя были сбиты два израильских истребителя. В этот день погиб пилот израильского Avia S-199 Мордехай Алон, участник воздушного боя 3 июня. В целом за день Израиль потерял не менее трёх истребителей S.199, ещё один самолёт из-за технической неисправности совершил вынужденную посадку прямо на минное поле. В следствие больших потерь в самом начале операции «Йоав», командование ВВС Израиля приказало использовать истребители S-199 только в качестве эскорта, либо патруля.
Истребители S-199 летали в Израиле до июня 1949 года. Всего в ходе первой арабо-израильской войны Израиль потерял не менее 17 таких истребителей из 25 полученных. По образному выражению ветеранов «Махаль» на израильских самолётах Avia S-199 было «опасно летать» и пилотам на них приказывалось взлетать и садиться в последнюю очередь, чтобы очередной отказавший, либо разбившийся израильский «Мессершмитт» не смог перегородить взлётную-посадочную полосу всем остальным.

## Модификации
Avia S-99
Собиравшийся в Чехословакии после войны Messerschmitt Bf 109G-10, фирменное обозначение C.10; собран 21 самолёт; (S — stíhací letoun, истребитель).
Avia CS-99
Учебно-тренировочная модификация Avia S-99, выполненная по типу Bf 109G-12, обозначение C.10; 23 самолёта;
Avia S-199
Основная серийная модификация, Avia S-99 с двигателем Junkers Jumo 211F, обозначение C.210; 559 самолётов.
Avia CS-199
Двухместный учебный вариант, переделанный из Avia S-199.
Avia D-199
разведчик

## Эксплуатанты
Чехословакия
- ВВС Чехословакии
- Bezpečnostní letectvo (SNB)

 Израиль
- ВВС Израиля: 101-я эскадрилья.

### Комментарии
1. ↑  

«С прибытием первых четырех Velveta II Spitfires 23 декабря, и еще шести 26 декабря, не было больше необходимости летать на опасных S-199…» «Когда несколько типов самолетов работают одновременно («Спитфайры», «Мустанги» и S-199), то S-199 следует всегда взлетать, и приземляться в последнюю очередь, чтобы если они разобьются, не создавать помех ни „Спитфайрам“ ни „Мустангам“»
Оригинальный текст (англ.)«With the arrival of four Velveta II Spitfires on 23rd December, and another six on 26th December, there was no further need to fly the dangerous S-199s»…"When multiple types of aircraft operated at the same time (Spitfires, Mustangs, and S-199s), the S-199 would always take off and land last, so that if it crashed it would not block the runway for the Spitfires and Mustangs.»
— The Role of the Czechoslovakian Avia-S199. The Air Force’s Forst Combat Aircraft. Smoky Simon. Machal